# Чем дальше в лес…
«Чем да́льше в лес…» (англ. Into the Woods) — американский художественный музыкальный фильм режиссёра Роба Маршалла на основе одноимённого мюзикла. Произведён кинокомпанией «Walt Disney Pictures». Мировая премьера состоялась 8 декабря 2014 года в Нью-Йорке.

## Сюжет
Когда-то на пекаря и его жену злая ведьма наложила тёмное заклятие бездетности. Супруги отправляются в лес на поиски 4 вещей для ведьмы (молочно-белой коровы, желтых, как кукуруза, волос, плаща, алого, как кровь, и золотой туфельки), получив которые, ведьма обещает снять заклятие. По дороге они встречают Рапунцель, Золушку, Джека-бобовый стебель, Красную Шапочку и других сказочных героев. Вместе они узнают, что случается после «долго и счастливо».

## В ролях
| Актёр             | Роль                              |
| ----------------- | --------------------------------- |
| Мерил Стрип       | Ведьма                            |
| Джеймс Корден     | Пекарь                            |
| Эмили Блант       | Жена Пекаря                       |
| Трейси Ульмен     | Мать Джека                        |
| Дэниел Хаттлстоун | Джек                              |
| Анна Кендрик      | Золушка                           |
| Крис Пайн         | Прекрасный принц                  |
| Кристин Барански  | Мачеха Золушки                    |
| Джонни Депп       | Волк                              |
| Лилла Кроуфорд    | Красная Шапочка                   |
| Люси Панч         | Люсинда                           |
| Тэмми Бланчард    | Флоринда                          |
| Маккензи Мози     | Рапунцель                         |
| Билли Магнуссен   | брат Прекрасного, принц Рапунцель |

## История создания

### Первые попытки
Об экранизации мюзикла «В лес» задумались ещё в начале 1990-х. Сценарий был написан Лауэллом Ганцем и Бабалу Мандел. В доме Пенни Маршалл состоялась его читка с Робином Уильямсом (Пекарь), Голди Хоун (Жена Пекаря), Стивом Мартином (Волк), Дэнни Де Вито (Джек), Шер (Колдунья) и Розанной Барр (Мать Джека).
К 1991 году студии «Columbia Pictures» и «Jim Henson Productions» разрабатывали адаптацию мюзикла, и уже был назначен режиссёр проекта — Роб Минкофф. В 1997 году «Columbia» продолжила работу над фильмом: велись переговоры с такими актёрами, как Билли Кристал, Мег Райан и Сьюзан Сарандон. Однако далее процесс производства фильма замер.

### Производство «Disney»

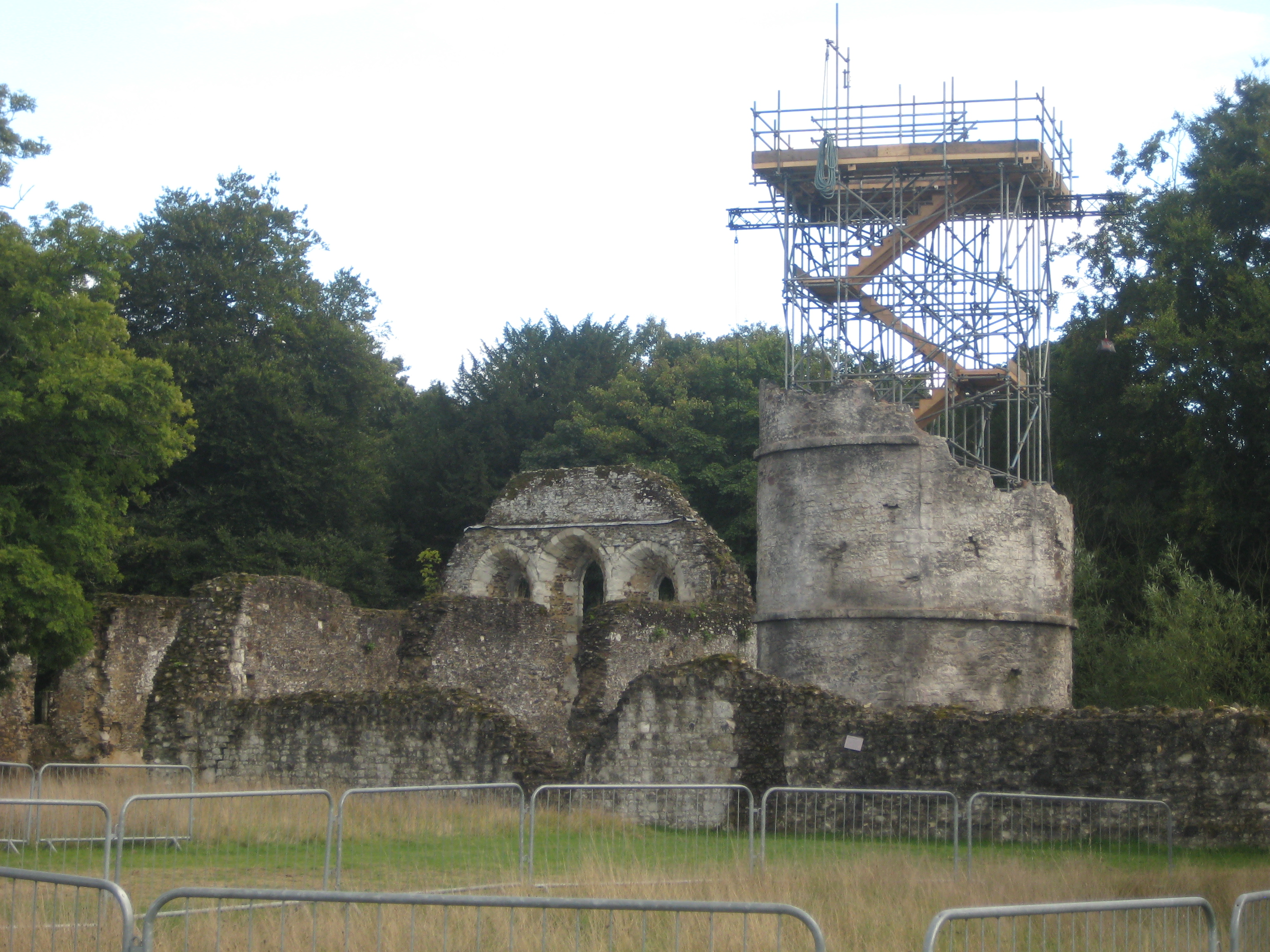
Изготовление декораций фильма: башня Рапунцель.

В январе 2012 года кинокомпания «Walt Disney Pictures» берётся за адаптацию мюзикла и для этого нанимает режиссёра Роба Маршалла. Ранее он успешно экранизировал другой бродвейский мюзикл — «Чикаго». Работа над сценарием была поручена Джеймсу Лейпину. Также отправили приглашение композитору Стивену Сондхайму для написания новых песен и музыки. Позже он подтвердил своё участие в проекте и сообщил о написании новой песни специально для фильма. В качестве оператора в картине выступил оскароносный Дион Биби, ранее работавший с Маршаллом в других картинах. Собрав команду, «Walt Disney Pictures» в июне 2013 года объявила, что фильм-мюзикл выйдет в прокат на Рождество 2014 года.

### Съёмки
Основные съёмки фильма начались в сентябре 2013 года в лондонской студии «Shepperton Studios». Дополнительные велись в Дуврском замке, аббатстве Уэверли и Ричмонд-парке. Все съёмки были закончены 27 ноября 2013 года. Однако в июле 2014 года Стив Болдуин сообщил в одной из социальных сетей, что в течение месяца были проведены пересъёмки. Роб Маршалл опроверг эту информацию, заявив, что было всего три съёмочных дня, в течение которых отсняли совершенно новый материал. Он понадобился для возвращённых в сценарий моментов, вырезанных ещё на этапе подготовки.

## Критика
На сайте Rotten Tomatoes фильм получил 71 % положительных отзывов по оценке всех критиков и 85 % — по оценке маститых критиков высшей категории, его средний рейтинг насчитывает 7,2 пункта из 10, причём по оценке обычных зрителей фильм набрал 3,2 звезды из 5, а 50 % зрителей наградили его 3,5 звёздами и выше. Техасская газета The Dallas Morning News в декабре 2014 года опубликовала оценку фильма 5- (А-).
Критики отмечали, что режиссёр и сценарист отступили от канонического сюжета европейских сказок и сделали акцент на более современных зрителю вопросах: сексе, терпимости, детской невинности, смерти и пр. К примеру, внимания заслуживает ключевая фраза принца: «Меня воспитали очаровательным, а не честным» («I was raised to be charming, not sincere»).

## Награды
| Награды и номинации            | Награды и номинации                        | Награды и номинации                                                     | Награды и номинации | Награды и номинации |
| Награда                        | Категория                                  | Номинант                                                                | Результат           |                     |
| ------------------------------ | ------------------------------------------ | ----------------------------------------------------------------------- | ------------------- | ------------------- |
| «Золотой глобус»               | «Лучший фильм — комедия или мюзикл»        |                                                                         | Номинация           |                     |
| «Золотой глобус»               | «Лучшая женская роль — комедия или мюзикл» | Эмили Блант                                                             | Номинация           |                     |
| «Золотой глобус»               | «Лучшая женская роль второго плана»        | Мерил Стрип                                                             | Номинация           |                     |
| «Спутник»                      | «Лучший актёрский состав»                  |                                                                         | Победа              |                     |
| «Спутник»                      | «Лучшие визуальные эффекты»                | Кристиан Ирлис, Мэттью Джонсон, Стефано Пепин                           | Номинация           |                     |
| «Спутник»                      | «Лучший дизайн костюмов»                   | Коллин Этвуд                                                            | Номинация           |                     |
| «Спутник»                      | «Лучший звук»                              | Блейк Лей, Джон Касали, Майкл Келлер, Майк Прествуд Смит, Рене Тонделли | Номинация           |                     |
| Премия Гильдии киноактёров США | «Лучшая женская роль второго плана»        | Мерил Стрип                                                             | Номинация           |                     |
| «Выбор критиков»               | «Лучшая женская роль второго плана»        | Мерил Стрип                                                             | Номинация           |                     |
| «Выбор критиков»               | «Лучшая работа художника-постановщика»     | Дэннис Гасснер, Анна Пиннок                                             | Номинация           |                     |
| «Выбор критиков»               | «Лучший грим и причёски»                   |                                                                         | Номинация           |                     |
| «Выбор критиков»               | «Лучший дизайн костюмов»                   | Коллин Этвуд                                                            | Номинация           |                     |
| «Выбор критиков»               | «Лучший актёрский состав»                  |                                                                         | Номинация           |                     |
| BAFTA                          | «Лучший грим и причёски»                   | Питер Кинг, Дж. Рой Хелланд                                             | Номинация           |                     |
| BAFTA                          | «Лучший дизайн костюмов»                   | Коллин Этвуд                                                            | Номинация           |                     |
| «Оскар»                        | «Лучшая женская роль второго плана»        | Мерил Стрип                                                             | Номинация           |                     |
| «Оскар»                        | «Лучшая работа художника-постановщика»     | Дэннис Гасснер, Анна Пиннок                                             | Номинация           |                     |
| «Оскар»                        | «Лучший дизайн костюмов»                   | Коллин Этвуд                                                            | Номинация           |                     |